# Cinc dies de Milà
Els Cinc dies de Milà van ser la revolta protagonitzada pel poble de la capital llombarda aleshores part del Regne Llombardovènet, contra l'ocupació austríaca entre el 18 i 22 de març de 1848, aconseguint lliurar-se del jou estranger i donant a la resta d'Itàlia un exemple de lluita i coratge que seria promptament imitat.
Va ser un dels nombrosos moviments liberals nacionals europeus de 1848-1849, així com un dels episodis de la història del Risorgimento italià del segle xix, preludi del començament de la primera guerra d'independència italiana: la revolta de fet va influir en les decisions del rei de Sardenya Carles Albert I que després d'un llarg dubte va aprofitar la debilitat dels austríacs en la seva retirada i va declarar la guerra a l'Imperi Austríac.

## La insurrecció milanesa
A Milà, creixents presagis de rebel·lió van torbar al mariscal Radetzky, el governador austríac, qui va sol·licitar reforços a Viena.
La ciutat es va paralitzar, suspenent-se les transaccions comercials, mentre els forasters l'abandonaven ràpids. Un missatge anguniós va ser dirigit al rei Carles Albert I de Sardenya, apressant-ho a creuar el riu Ticino; cas contrari els milanesos proclamarien la República. Enfront de les vacil·lacions del monarca, el 18 de març de 1848 va esclatar la insurrecció que seria després recordada com els «Cinc dies de Milà».
Encapçalats pel podestà de Milà, Gabrio Casati, els manifestants imposen al sotsgovernador O'Donnel l'abolició de la vella policia austríaca i l'organització d'un nou cos de seguretat municipal, l'alliberació dels detinguts polítics, llibertat de premsa i la convocatòria dels Consistoris Comunals per escollir diputats a l'Assemblea Nacional a convocar-se al cap de poc. Tanmateix, com tot això no semblava suficient, el poble es va insurreccionar i es van aixecar les primeres barricades, mentre al Palau de Govern el cos de guàrdia era assaltat i desarmat.
Radetzky va refusar acatar les noves mesures i va ocupar militarment la ciutat, arrestant els capitosts de la insurrecció. Va ser aleshores quan totes les campanes de la ciutat van repicar a l'uníson, cridant el poble a les barricades i la lluita del carrer.

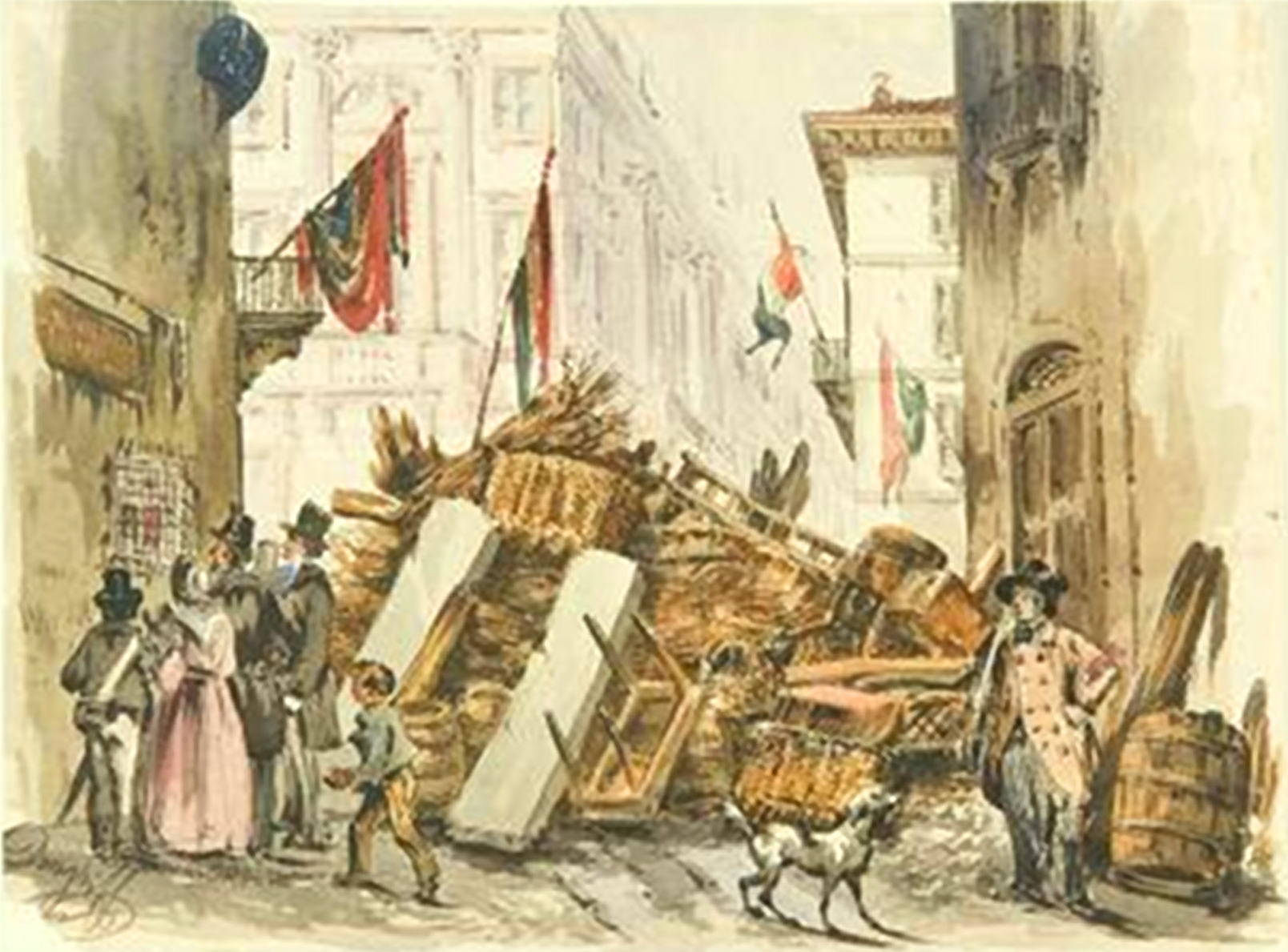
Acuarel·la de 1848, representant les barricades durant els Cinc dies de Milà.

El dia 19 les barricades es van multiplicar, sent defensades per joves que van pagar l'alt cost de la seva pròpia sang, mentre dones i nens traginaven municions i aliments als combatents.
El dia 20, els austríacs van començar a perdre terreny, retirant-se del centre de la ciutat, mentre el pavelló tricolor va ser enarborat sobre el punt més alt de la catedral alliberada. La municipalitat va assumir el govern provisional de la ciutat, presidit pel Podestà, mentre els esdeveniments eren comunicats a la campanya i burgs llombards. Es va combatre feroçment nit i dia, estant massacrats els insurrectes que van caure presoners dels austríacs per voluntat del mateix Radetzky, qui amenaçava bombardejar la ciutat.
El dia 21, Radetzky va oferir un armistici de tres dies, que va ser rebutjat, continuant victoriosament la lluita per als insurrectes, que van prendre l'endemà casernes i hospitals militars. Milícies armades de Bèrgam, Como i Monza van atacar la guarniciódes de l'exterior de la ciutat, fins que les forces comandades per Luciano Manara en van aconseguir obrir la Porta Tosa als nou-vinguts.
Com als austríacs aviat no els en va quedar més que el castell i els murs, van decidir emprendre la retirada; el mateix mariscal Radetzky va abandonar la ciutat aquesta nit. Va ser així com uns 13.000 austríacs amb 30 canons van caure enfront del coratge de la ciutadania, entre la que solament uns 600 milicians estaven armats amb fusells.